# کایتلین ریلی
کایتلین ریلی (انگلیسی: Kaitlin Ann Riley؛ زادهٔ ۱۷ ژوئیهٔ ۱۹۸۶) یک هنرپیشه اهل ایالات متحده آمریکا است. وی از سال ۱۹۹۷ میلادی تاکنون مشغول فعالیت بوده‌است.

## گزیده فیلمشناسی
از فیلم‌ها یا برنامه‌های تلویزیونی که وی در آن نقش داشته‌است می‌توان به آثار زیر اشاره کرد.
- هیولا (۲۰۰۳)